# 蘭開斯特山
65°21′S 64°0′W / 65.350°S 64.000°W
蘭開斯特山是南極洲的山峰，位於葛拉漢地西岸，處於特羅冰川終點南部，由讓-巴蒂斯特·夏古率領的法國探險隊繪入地圖，以英國航海家命名。